# Linia kolejowa Batiowo – Czop
Linia kolejowa Batiowo – Czop – linia kolejowa na Ukrainie łącząca stację Batiowo ze stacją Czop i z granicą państwową ze Słowacją i z Węgrami. Zarządzana jest przez dyrekcję użhorodzką Kolei Lwowskiej (oddział ukraińskich kolei państwowych).
Znajduje się w obwodzie zakarpackim. Na całej długości jest zelektryfikowana i dwutorowa.

## Historia
Linię otwarto w czasach Austro-Węgier. W latach 1918–1938 należała do Czechosłowacji, a następnie do 1944 do Węgier. Po II wojnie światowej w granicach Związku Sowieckiego. Od 1991 na Ukrainie.